# Alassana Jatta
Alassana Jatta (Sukuta, 12 gennaio 1999) è un calciatore gambiano, attaccante del Notts County.

## Carriera

### Club
Ha iniziato a giocare in patria nel Real de Banjul, agli inizi del 2019 ha firmato con gli estoni del Paide. Chiude la sua prima stagione in Europa con 18 presenze e 16 reti tra campionato e coppa. Nel mese di agosto viene acquistato dai danesi del Viborg, con il quale al termine della stagione 2020-2021 ha ottenuto la promozione in massima serie. Così il 18 luglio 2021 ha debuttato in Superligaen, giocando l'incontro vinto per 1-2 sul campo del Nordsjælland. Ha realizzato la sua prima rete nella massima divisione danese il 1º aprile 2022, nella vittoria per 2-1 contro il SønderjyskE.
Il 1º febbraio 2024 viene acquistato dal Notts County, club della quarta divisione inglese, dove rimane anche nella stagione 2024-2025.

### Nazionale
Il 7 novembre 2024 viene convocato per la prima volta in nazionale maggiore in vista delle sfide contro Comore e Tunisia. Fa il suo esordio contro le Comore, segnando pure un gol ma senza evitare la sconfitta alla sua squadra (1-2).

## Statistiche

### Presenze e reti nei club
Statistiche aggiornate al 14 agosto 2022.
| Stagione        | Squadra         | Campionato      | Campionato | Campionato | Coppe nazionali | Coppe nazionali | Coppe nazionali | Coppe continentali | Coppe continentali | Coppe continentali | Altre coppe | Altre coppe | Altre coppe | Totale | Totale |
| Stagione        | Squadra         | Comp            | Pres       | Reti       | Comp            | Pres            | Reti            | Comp               | Pres               | Reti               | Comp        | Pres        | Reti        | Pres   | Reti   |
| --------------- | --------------- | --------------- | ---------- | ---------- | --------------- | --------------- | --------------- | ------------------ | ------------------ | ------------------ | ----------- | ----------- | ----------- | ------ | ------ |
| gen.-ago. 2019  | Paide           | ML              | 17         | 13         | CE              | 1               | 3               |                    | -                  | -                  |             | -           | -           | 18     | 16     |
| 2019-2020       | Viborg          | 1D              | 24         | 7          | CD              | 1               | 2               |                    | -                  | -                  |             | -           | -           | 25     | 9      |
| 2020-2021       | Viborg          | 1D              | 10+1       | 2+0        | CD              | 1               | 2               |                    | -                  | -                  |             | -           | -           | 12     | 4      |
| 2021-2022       | Viborg          | SL              | 17+9       | 0+3        | CD              | 1               | 0               |                    | -                  | -                  |             | -           | -           | 27     | 3      |
| 2022-2023       | Viborg          | SL              | 2          | 0          | CD              | 0               | 0               | UECL               | 1                  | 1                  |             | -           | -           | 3      | 1      |
| Totale carriera | Totale carriera | Totale carriera | 80         | 25         |                 | 4               | 7               |                    | 1                  | 1                  |             | -           | -           | 85     | 33     |

### Cronologia presenze e reti in nazionale
| Cronologia completa delle presenze e delle reti in nazionale ― Gambia | Cronologia completa delle presenze e delle reti in nazionale ― Gambia | Cronologia completa delle presenze e delle reti in nazionale ― Gambia | Cronologia completa delle presenze e delle reti in nazionale ― Gambia | Cronologia completa delle presenze e delle reti in nazionale ― Gambia | Cronologia completa delle presenze e delle reti in nazionale ― Gambia | Cronologia completa delle presenze e delle reti in nazionale ― Gambia | Cronologia completa delle presenze e delle reti in nazionale ― Gambia |
| Data                                                                  | Città                                                                 | In casa                                                               | Risultato                                                             | Ospiti                                                                | Competizione                                                          | Reti                                                                  | Note                                                                  |
| --------------------------------------------------------------------- | --------------------------------------------------------------------- | --------------------------------------------------------------------- | --------------------------------------------------------------------- | --------------------------------------------------------------------- | --------------------------------------------------------------------- | --------------------------------------------------------------------- | --------------------------------------------------------------------- |
| 15-11-2024                                                            | Berkane                                                               | Gambia                                                                | 1 – 2                                                                 | Comore                                                                | Qual. Coppa d'Africa 2025                                             | 1                                                                     |                                                                       |
| 20-3-2025                                                             | Abidjan                                                               | Gambia                                                                | 3 – 3                                                                 | Kenya                                                                 | Qual. Mondiali 2026                                                   | -                                                                     | 83’                                                                   |
| 24-3-2025                                                             | Abidjan                                                               | Costa d'Avorio                                                        | 1 – 0                                                                 | Gambia                                                                | Qual. Mondiali 2026                                                   | -                                                                     | 78’                                                                   |
| Totale                                                                |                                                                       | Presenze                                                              | 3                                                                     |                                                                       | Reti                                                                  | 1                                                                     |                                                                       |

## Palmarès

### Club

#### Competizioni nazionali
- 1. Division: 1

Viborg: 2020-2021